# 廃棄物処理施設作業従事者
廃棄物処理施設作業従事者（はいきぶつしょりしせつさぎょうじゅうじしゃ）とは、廃棄物処理施設作業従事者特別教育を修了した者。

## 概要
- 廃棄物処理施設において、ばいじん及び焼却灰その他の燃え殻を取扱う業務
- 廃棄物処理施設に設置された廃棄物焼却炉、集じん機等の設備の保守点検等の業務
- 廃棄物処理施設に設置された廃棄物焼却炉、集じん機等の解体等の業務及びこれに伴うばいじん及び焼却灰その他の燃え殻を取扱う業務

## 受講資格
- 満18歳以上

## 特別教育
- 各講習機関により違う。
- 告示で規定された履修時間は4時間（以上）となっている。

### 講習科目
1. ダイオキシン類の有害性（0.5時間）
2. 作業の方法及び事故の場合の措置（1.5時間）
3. 作業開始時の設備の点検（0.5時間）
4. 保護具の使用方法（1時間）
5. その他ダイオキシン類のばく露の防止に関し必要な事項（0.5時間）